# Leukippos (Sohn des Naxos)
Leukippos (altgriechisch Λεύκιππος Leúkippos, deutsch ‚weißes Pferd‚ Schimmel‘) ist in der griechischen Mythologie der Sohn des Naxos, des Königs der auf Naxos siedelnden Karer.
Als sein Sohn Smerdios auf Naxos regierte, wurde die Insel von Theseus und Ariadne aufgesucht.